# Micah Lea'alafa
Micah Lea'alafa (Yandina, 1º giugno 1991) è un calciatore e giocatore di calcio a 5 salomonese.

## Caratteristiche tecniche
Può ricoprire il ruolo di centrocampista offensivo o di ala.

## Carriera
Dal 2011 al 2014 gioca in patria con i Solomon Warriors conquistando due titoli nazionali, nel 2012 e nel 2014. Nella stagione 2014-2015 si trasferisce a Vanuatu nell'Amicale dove vince nuovamente il campionato.
Dal 2015 al 2019 fa parte della rosa dell'Auckland City con il quale vince per due volte consecutive l'OFC Champions League, venendo nell'edizione 2016 premiato come miglior giocatore del torneo.

## Nazionale
Esordisce in nazionale il 24 marzo 2016 durante l'amichevole vinta 2-0 contro la Papua Nuova Guinea. Sigla la sua prima rete appena tre giorni dopo, il 27 maggio, sempre contro la Papua Nuova Guinea.

### Calcio a 5
Con la nazionale di calcio a 5 del proprio paese ha preso parte a quattro Coppe del Mondo.

## Statistiche

### Cronologia presenze e reti in nazionale
| Cronologia completa delle presenze e delle reti in nazionale ― Isole Salomone | Cronologia completa delle presenze e delle reti in nazionale ― Isole Salomone | Cronologia completa delle presenze e delle reti in nazionale ― Isole Salomone | Cronologia completa delle presenze e delle reti in nazionale ― Isole Salomone | Cronologia completa delle presenze e delle reti in nazionale ― Isole Salomone | Cronologia completa delle presenze e delle reti in nazionale ― Isole Salomone | Cronologia completa delle presenze e delle reti in nazionale ― Isole Salomone | Cronologia completa delle presenze e delle reti in nazionale ― Isole Salomone |
| Data                                                                          | Città                                                                         | In casa                                                                       | Risultato                                                                     | Ospiti                                                                        | Competizione                                                                  | Reti                                                                          | Note                                                                          |
| ----------------------------------------------------------------------------- | ----------------------------------------------------------------------------- | ----------------------------------------------------------------------------- | ----------------------------------------------------------------------------- | ----------------------------------------------------------------------------- | ----------------------------------------------------------------------------- | ----------------------------------------------------------------------------- | ----------------------------------------------------------------------------- |
| 24-3-2016                                                                     | Honiara                                                                       | Isole Salomone                                                                | 2 – 0                                                                         | Papua Nuova Guinea                                                            | Amichevole                                                                    | -                                                                             |                                                                               |
| 27-3-2016                                                                     | Honiara                                                                       | Isole Salomone                                                                | 1 – 2                                                                         | Papua Nuova Guinea                                                            | Amichevole                                                                    | 1                                                                             |                                                                               |
| 28-5-2016                                                                     | Port Moresby                                                                  | Vanuatu                                                                       | 0 – 1                                                                         | Isole Salomone                                                                | Qual. Mondiali 2018                                                           | -                                                                             | 70’                                                                           |
| 31-5-2016                                                                     | Port Moresby                                                                  | Isole Salomone                                                                | 0 – 1                                                                         | Figi                                                                          | Qual. Mondiali 2018                                                           | -                                                                             |                                                                               |
| 4-6-2016                                                                      | Port Moresby                                                                  | Nuova Zelanda                                                                 | 1 – 0                                                                         | Isole Salomone                                                                | Qual. Mondiali 2018                                                           | -                                                                             |                                                                               |
| 8-6-2016                                                                      | Port Moresby                                                                  | Papua Nuova Guinea                                                            | 2 – 1                                                                         | Isole Salomone                                                                | Qual. Mondiali 2018                                                           | -                                                                             |                                                                               |
| 25-5-2017                                                                     | Suva                                                                          | Figi                                                                          | 1 – 1                                                                         | Isole Salomone                                                                | Amichevole                                                                    | 1                                                                             | 65’                                                                           |
| 28-5-2017                                                                     | Lautoka                                                                       | Figi                                                                          | 1 – 0                                                                         | Isole Salomone                                                                | Amichevole                                                                    | -                                                                             |                                                                               |
| 9-6-2017                                                                      | Honiara                                                                       | Isole Salomone                                                                | 3 – 2                                                                         | Papua Nuova Guinea                                                            | Qual. Mondiali 2018                                                           | 1                                                                             |                                                                               |
| 13-6-2017                                                                     | Port Moresby                                                                  | Papua Nuova Guinea                                                            | 1 – 2                                                                         | Isole Salomone                                                                | Qual. Mondiali 2018                                                           | -                                                                             |                                                                               |
| 5-9-2017                                                                      | Honiara                                                                       | Isole Salomone                                                                | 2 – 2                                                                         | Nuova Zelanda                                                                 | Qual. Mondiali 2018                                                           | 1                                                                             | 71’                                                                           |
| 6-9-2018                                                                      | Sydney                                                                        | Figi                                                                          | 1 – 1                                                                         | Isole Salomone                                                                | Amichevole                                                                    | 1                                                                             | 85’                                                                           |
| 18-3-2019                                                                     | Honiara                                                                       | Isole Salomone                                                                | 3 – 1                                                                         | Vanuatu                                                                       | Amichevole                                                                    | 1                                                                             | 46’                                                                           |
| 24-3-2019                                                                     | Taipei                                                                        | Taipei cinese                                                                 | 0 – 1                                                                         | Isole Salomone                                                                | Amichevole                                                                    | -                                                                             | 34’                                                                           |
| 8-6-2019                                                                      | Singapore                                                                     | Singapore                                                                     | 4 – 3                                                                         | Isole Salomone                                                                | Amichevole                                                                    | -                                                                             | 71’                                                                           |
| 5-9-2024                                                                      | Suva                                                                          | Isole Salomone                                                                | 0 – 3                                                                         | Hong Kong                                                                     | Amichevole                                                                    | -                                                                             | Cap.                                                                          |
| Totale                                                                        |                                                                               | Presenze                                                                      | 16                                                                            |                                                                               | Reti                                                                          | 6                                                                             |                                                                               |

## Palmarès

### Calcio

#### Club

##### Competizioni nazionali
- Telekom National Club Championship: 2

Solomon Warriors: 2011-2012, 2013-2014
- Port Vila Premia Divisen: 1

Amicale: 2014-2015
- New Zealand Football Championship: 1

Auckland City: 2017-2018

##### Competizioni internazionali
- OFC Champions League: 2

Auckland City: 2016, 2017

#### Individuale
- Miglior giocatore della OFC Champions League: 1

2016